# Hans-Joachim Haase (Mediziner)
Hans-Joachim Haase (* 12. Juli 1922 in Berlin; † 9. Oktober 1997 in Grevenbroich) war ein deutscher Nervenarzt und Psychotherapeut, der durch seine Arbeiten zur Einstufung von typischen Neuroleptika und die Entwicklung des medizinischen Konzepts der neuroleptischen Schwelle bekannt wurde.

## Leben
Nach seiner Facharztausbildung an der Bonner Universitätsklinik ging Haase 1953 als Assistenzarzt an die Nervenheilanstalt im schweizerischen Zug-Oberwil. 1956 wechselte er an die Psychiatrische Klinik der Medizinischen Akademie Düsseldorf. Dort habilitierte sich Haase 1958. Nach einem Auslandsaufenthalt in den USA ging er 1961 an die Rheinische Landesklinik Düsseldorf. Später wurde Haase stellvertretender Leiter der Landesklinik.
In den 1960er Jahren bildete er sich berufsbegleitend zum psychoanalytischen Psychotherapeuten weiter. 1973 übernahm Haase die Leitung der psychiatrischen Pfalzklinik Landeck in Klingenmünster. Er führte das 1100-Betten-Haus als Ärztlicher Direktor bis zu seiner Pensionierung 1988. Ab Ende 1988 war Haase in einer nervenärztlichen Gemeinschaftspraxis in Grevenbroich tätig.

## Werk
Haase beschäftigte sich früh mit der Optimierung der medikamentösen Behandlung von Patienten mit Schizophrenie und entwickelte ein Verfahren zur Messung der neuroleptischen Potenz. Seine Beobachtungen orientierten sich am ersten Auftreten der Parkinson-ähnlichen Störungen, einer typischen Nebenwirkung der Neuroleptika. Er formulierte die Theorie, dass eine antipsychotische Wirkung erst mit dem Auftreten des unerwünschten Parkinsonoid einsetzen würde. Diese Verbindung bestätigte sich für alle bis in die frühen 1970er Jahre eingeführten Neuroleptika. Erst mit der Einführung des Clozapins als erstem Vertreter der atypischen Neuroleptika wurde dieser Zusammenhang aufgehoben.
Sein Haase-Schwellentest (HST oder HNTT für Haase neuroleptic threshold test) beruht auf Vergleichen der Handschrift eines Patienten vor und während der Behandlung mit Neuroleptika. Haases Entdeckung führte in den 1950er und 1960er zu einer massiven Absenkung der verabreichten Neuroleptika-Dosierungen, zunächst nur in Europa aber – nach der Publikation seines Buches The action of neuroleptic drugs zusammen mit Paul Janssen – auch in den USA. Der HST wird auch heute noch beim Einsatz von typischen Neuroleptika genutzt.

## Auszeichnungen
- 1982: Bundesverdienstkreuz am Bande
- 1987: Verdienstorden des Landes Rheinland-Pfalz